# Angelo Rizzoli

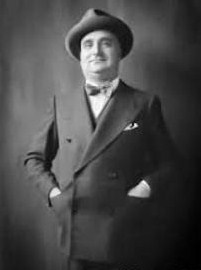
Angelo Rizzoli

Angelo Rizzoli (31 de Outubro de 1889 – 24 de setembro de 1970). Foi um editor e produtor de filmes italiano.
Angelo Rizzoli nasceu em Milão, muito pobre e interno em um orfanato, onde se tornou mestre no uso do tipógrafo. Ele começou a trabalhar no mercado de publicações e nos anos de 1920 tornou-se empreendedor no setor, fundando a A.Rizzoli & Co. (atual RCS Mediagroup). Em 1927 ele comprou a revista Novella da Mondadori, bi-semanal e a mudou para uma publicação destinada à mulheres. A circulação chegou a 130.000. Após esse início bem-sucedido, ele adquiriu diversas outras publicações que incluem Annabella, Bertoldo, Candido, Omnibus, Oggi e L'Europeo. Rizzoli também investiu na publicação de livros, clássicos e novelas populares, a partir de 1949. Em 1954 ele organizou a "Cartiera di Lama di Reno", transformando-a numa fundação para liderar um verdadeiro império de publicações italianas. A sede foi mudada em 1960 para um complexo na Via Civitavecchia em Milão.
Rizzoli foi atuante no cinema do seu país, trabalhando na produção de filmes de Federico Fellini, "8½" (ou "Otto e Mezzo") e "The Sweet Life" (ou "La Dolce Vita"). Nos anos de 1960, Rizzoli abriu a Rizzoli International Bookstore em Nova Iorque, com um prédio na  Quinta Avenida desenhado pelo arquiteto Ferdinand Gottlieb. A bookstore produziu filmes de Hollywood, de Woody Allen (Manhattan) e Falling in Love (filme), de Robert de Niro. Rizzoli também ficou conhecido como o produtor do documentário sobre a África Africa Addio.
Rizzoli foi casado com Anna Marzorati, com que teve dois filhos: Angelo e Giuseppina. Rizzoli morreu em Milão com a idade de 81 anos.

## Ligações Externas
- Angelo Rizzoli. no IMDb.
- Le Grandi Famiglie: I Rizzoli — Artigo de Mariateresa Truncellito (em italiano)